# Ligia pallasii
Ligia pallasii là một loài chân đều trong họ Ligiidae. Loài này được Brandt miêu tả khoa học năm 1833.